# Helge Slaatto
Helge Slaatto (né en 1952 à Oslo) est professeur de violon à la Musikhochschule de l'université de Münster.

## Biographie
Il étudia avec Maria Lidka, Sandor Végh, Dorothy Delay et fut violon solo à Odense Symfoniorkester et Athelas Ensemble Kopenhagen. Il est interprète de musique actuelle et joue en tant que soliste, par exemple avec le Koenig Ensemble London, le Koechlin Ensemble, le Randers Kammerorkester Dänemark, au Bergen Festival et au Cantiere Internazionale d'Arte Montepulciano,. Il dirige des masterclass en Allemagne, Grêce, Danemark et au Portugal. En
2008 il devient le doyen de la Musikhochschule de l'université de Münster.

## Discographie
Helge Slaatto a produit les CDs suivants:
| Année | Titre                           | Contenu | Label   | Remarques                                                                                       |
| 2005  | Together                        | Hans Vogt Sonatine pour violon er contrebasse Isang Yun Together Erhan Sanri Vier Vertonungen visueller Gedichte und einer visuellen Phantasie Heinrich Ignaz Franz Biber Sonate pour Violon Seul representative Niels Viggo Bentzon Duo Concertant op. 531 | AMBITUS | avec Frank Reinecke (Kontrebasse)                                                               |
| 2009  | Plainsound Glissando Modulation | Wolfgang von Schweinitz: Raga in just intonation pour violon et contrebasse, op. 49 | NEOS    | avec Frank Reinecke (Kontrebasse)                                                               |
| 2009  | Dew Sparrows Breath             | Sven Lyder Kahrs - Dew Sparrows Breath | AURORA  | Interpretes: Anton Lukoszevieze (violoncelle), Ensemble recherche, Frank Reinecke (kontrebasse) |
| 2010  | songlines                       | Nikolaus Brass: songlines | NEOS    | avec Frank Reinecke (kontrebasse                                                                |

## Élèves
Suyoen Kim, Antoine Morales